# Heworth Interchange
Heworth Interchange é uma estação do Tyne and Wear Metro em Heworth, Gateshead, atendendo às duas linhas do sistema, Linha Amarela (Yellow Line) e Linha Verde (Green Line). Foi inaugurada em novembro de 1979 para os serviços ferroviários da British Rail, em substituição às antigas estações ferroviárias de Felling e Pelaw, com os serviços de metrô sendo iniciados cerca de dois anos depois, em novembro de 1981.
Em termos de instalações, Heworth Interchange possui dois parques de estacionamento operados pelo Gateshead Council, com um total de 463 lugares, bem como uma praça de táxis. Adicionalmente, existe a disponibilização de estacionamento para bicicletas, com 4 armários para bicicletas e 25 suportes disponíveis. No prédio da estação de Metrô há uma banca de jornal, quiosque de café, caixa eletrônico e um armário do serviço Amazon Locker.

## Tyne and Wear Metro

### Visão geral
A estação do Tyne and Wear Metro em Heworth foi inaugurada em novembro de 1981, seguindo a extensão da rede de Haymarket, em Newcastle upon Tyne, até ali. Sendo utilizada inicialmente como estação terminal, os trens invertiam nas plataformas, utilizando os cruzamentos a oeste no serviço de passageiros. Posteriormente, as reversões passaram a ocorrer nas novas derivações em Pelaw. Em março de 1984, a rede foi estendida para South Shields, com Heworth se tornando uma estação intermediária. Uma nova estação foi inaugurada em Pelaw em setembro de 1985, quase seis anos após o fechamento da estação ferroviária da British Rail.
Estima-se que 1 013 148 de viagens foram feitas a partir da estação Heworth durante 2017–18, tornando-a a oitava mais usada na rede.

### Facilidades
O acesso sem degraus está disponível em todas as estações da rede Tyne and Wear Metro, com dois elevadores fornecendo acesso às plataformas em Heworth. Como parte do programa Metro: All Change, novos elevadores foram instalados no local em 2012, e novas escadas rolantes em 2015. A estação está equipada com assentos, displays de informações do próximo trem, cartazes de horários, e um ponto de ajuda de emergência em ambas as plataformas, além de máquinas de bilhetes que aceitam pagamentos com cartão de crédito e débito (incluindo pagamento sem contato), notas e moedas. Também há barreiras automáticas de bilhetes, que foram instaladas em 13 estações da rede durante o início de 2010, bem como validadores de smartcard.

### Serviço e frequência
Heworth é atendida pela  Green Line , que opera entre South Hylton e Newcastle Airport, e pela  Yellow Line , que opera entre South Shields e St. James. 
Os serviços começam entre as 05h00 e as 06h00 (entre as 06h00 e as 07h00 no domingo), com trens frequentes a circularem na rede até cerca da meia-noite. Ambas as linhas operam até a cada 12 minutos durante o dia (segunda a sábado) e até a cada 15 minutos durante a noite e aos domingos, permitindo uma frequência combinada de até a cada 6 minutos (segunda a sábado), e até a cada 7–8 minutos durante a noite e aos domingo, entre Pelaw e South Gosforth. Trens adicionais funcionam durante os horários de pico da manhã e da noite (de segunda a sexta-feira) entre Pelaw e Regent Centre ou Monkseaton, fornecendo uma frequência de pico de até a cada 3 minutos entre Pelaw e South Gosforth.
Material rodante utilizado: Class 994 Metrocar

Mapa geograficamente preciso do Tyne and Wear Metro (Green Line e Yellow Line)

|  |  |  |

| Zona C |
| Zona B |

|  |  |  |

|  |  |  |

|  |  |  |

|  |  |  |

|  |  |  |

|  |  |  |

|  |  |  |  |  |

| Zona B |
| Zona A |

|  |  |

|  |  |  |  |

|  |  |  |  |

|  |  |  |  |

|  |  |  |  |

|  |  |  |  |

| via North Shields |
| St James          |

|  |  |  |  |

|  |  |  |

|  |  |  |  |

|  |  |  |  |

| Zona A |
| Zona B |

|  |  |  |  |

|  |  |  |  |

|  |  |

|  |  |  |  |  |

|  |  |  |

|  |  |  |

|  |  |  |

| Zona B |
| Zona C |

|  |  |  |

|  |  |  |

|  |  |  |

|  |  |  |

|  |  |  |

|  |  |  |

|  |  |  |

|  |  |  |

|  |  |  |

|  |  |  |

|  |  |

|  |

|  |

|  |

|  |

|  |

|  |

|  |

|  |  |  |

| Zona C |
| Zona B |

|  |  |  |

|  |  |  |

|  |  |  |

|  |  |  |

|  |  |  |

|  |  |  |

|  |  |  |  |  |

| Zona B |
| Zona A |

|  |  |

|  |  |  |  |

|  |  |  |  |

|  |  |  |  |

|  |  |  |  |

|  |  |  |  |

| via North Shields |
| St James          |

|  |  |  |  |

|  |  |  |

|  |  |  |  |

|  |  |  |  |

| Zona A |
| Zona B |

|  |  |  |  |

|  |  |  |  |

|  |  |

|  |  |  |  |  |

|  |  |  |

|  |  |  |

|  |  |  |

| Zona B |
| Zona C |

|  |  |  |

|  |  |  |

|  |  |  |

|  |  |  |

|  |  |  |

|  |  |  |

|  |  |  |

|  |  |  |

|  |  |  |

|  |  |  |

|  |  |

|  |

|  |

|  |

|  |

|  |

|  |

|  |

|  |  |  |  |  |  |  |

|  |  |  |  |  |  |

| Zona C |
| Zona B |

|  |  |  |  |  |  |

|  |  |  |  |  |  |

|  |  |  |  |

|  |  |  |  |

| Zona C |
| Zona B |

|  |  |  |  |

|  |  |  |  |

|  |  |  |  |

| Zona B |
| Zona A |

|  |  |  |  |  |  |  |

|  |  |  |  |  |

| Zona B |
| Zona A |

|  |  |  |  |  |

|  |  |  |  |  |

|  |  |  |  |  |

|  |  |  |  |  |

|  |  |  |  |  |  |  |

|  |  |  |  |  |  |

|  |  |  |

|  |  |  |

| Zona A |
| Zona B |

|  |  |  |

|  |  |  |

|  |  |  |  |  |

|  |  |  |  |

|  |  |

|  |  |

| Zona B |
| Zona C |

|  |  |

|  |  |

|  |  |

|  |  |

|  |  |

|  |  |

|  |

|  |

|  |

|  |

|  |

|  |

|  |

|  |

|  |  |  |  |  |  |  |

|  |  |  |  |  |  |

| Zona C |
| Zona B |

|  |  |  |  |  |  |

|  |  |  |  |  |  |

|  |  |  |  |

|  |  |  |  |

| Zona C |
| Zona B |

|  |  |  |  |

|  |  |  |  |

|  |  |  |  |

| Zona B |
| Zona A |

|  |  |  |  |  |  |  |

|  |  |  |  |  |

| Zona B |
| Zona A |

|  |  |  |  |  |

|  |  |  |  |  |

|  |  |  |  |  |

|  |  |  |  |  |

|  |  |  |  |  |  |  |

|  |  |  |  |  |  |

|  |  |  |

|  |  |  |

| Zona A |
| Zona B |

|  |  |  |

|  |  |  |

|  |  |  |  |  |

|  |  |  |  |

|  |  |

|  |  |

| Zona B |
| Zona C |

|  |  |

|  |  |

|  |  |

|  |  |

|  |  |

|  |  |

|  |

|  |

|  |

|  |

|  |

|  |

|  |

|  |

### Instalações de arte
Existem duas instalações de arte em Heworth. A primeira, South Tyne Eye Plan (1990), criada por Mike Clay, está localizada no saguão da estação e representa ass área de Heworth e Felling entre 1988 e 1990. A segunda, Things Made (1990), de Jenny Cowern, está localizada nas paredes externas sul e oeste do edifício e é composta por 29 grandes painéis, cada um dos quais representa as indústrias que operaram na área, como mineração de carvão, fabricação de vidro, têxteis e construção naval.

## Galeria
- Um serviço de metrô terminando em Heworth, visto em maio de 1983
- Passageiros embarcando em ônibus na estação rodoviária anexa, em maio de 1983
- O saguão da estação e as barreiras de passagem, em maio de 1983.